# 小河镇 (巧家县)
小河镇，是中华人民共和国云南省昭通市巧家县下辖的一个镇。

## 行政区划
小河镇下辖以下地区：
小河村、嘿格村、瓦房村、竹山村、马鞍村、山堡村、新田村、垭口村、普谷村、拖车村、六合村、坝统村、木厂村和马店村。